# John Marston
John Marston (* 7. Oktober 1576 in Coventry; † 25. Juni 1634 wahrscheinlich in Hampshire) war ein englischer Dramatiker und Schriftsteller.

## Leben
Marston war der Sohn eines Anwalts, studierte an der Oxford University Philosophie und Theologie und wurde nach erfolgreichem Abschluss des Studiums Prediger. Seine ersten Werke, ein erotisches Gedicht und ein Band Satiren, die beide 1598 erschienen, wurden von der religiösen Obrigkeit verurteilt, erregten aber auch Aufmerksamkeit. Dann begann er für das Theater zu schreiben und verfasste zwischen 1599 und 1608 eine Reihe satirischer Komödien, Tragikomödien und Melodramen, die recht beliebt waren.
Er war an einer literarischen Fehde mit Ben Jonson beteiligt, der ihn vor allem in dessen Stück The Poetaster (1601) dem Spott preisgab. Von einigen Kritikern wird zudem vermutet, dass Jonson auch mit der Figur des Carlo Buffone, der in seiner satirischem Komödie Every Man out of His Humour von 1599 als unflätiger und vulgärer Possenreißer in karikierender Form dargestellt wird, möglicherweise Marston gemeint habe.
Später kam es jedoch wiederum zu einer Versöhnung und Zusammenarbeit zwischen den beiden Autoren im Rahmen einer gemeinsamen Mitverfasserschaft.
Marston kam 1605 und 1608 zweimal wegen politisch anstößiger Passagen in seinen oder den von ihm mitverfassten Stücken ins Gefängnis. 1609 trat er in die Kirche ein und wurde zum Geistlichen geweiht. Ab dem 18. Juni 1610 betreute Marston als Geistlicher die Pfarrei in Barford St Martin, Wiltshire, vermutlich als Kaplan seines Schwiegervaters, und wechselte im Oktober 1616 als Pfarrer in die Gemeinde von Christchurch. 
Nach 1616 geriet Marston in Vergessenheit. 1621 erbte er Ländereien von seiner Mutter und 1624 starb sein einziger Sohn John. 1631 gab er seine Stelle als Pfarrer auf und kehrte nach London zurück. Seine einzige Aktivität im Zusammenhang mit seiner früheren literarischen Karriere bestand darin, sich über William Whalley dafür einzusetzen, dass sein Name von der Titelseite der 1633 von William Sheares gedruckten Sammelausgabe seiner Stücke entfernt wurde.
Er starb am 24. Juni 1634 in London. Sein Testament war auf den 17. Juni datiert. Er wurde in der Middle Temple Church beigesetzt, wo die Inschrift auf seinem Grab Oblivioni sacrum (deutsch: Heilig bis ins Vergessen) lautete.

## Literarisches Werk

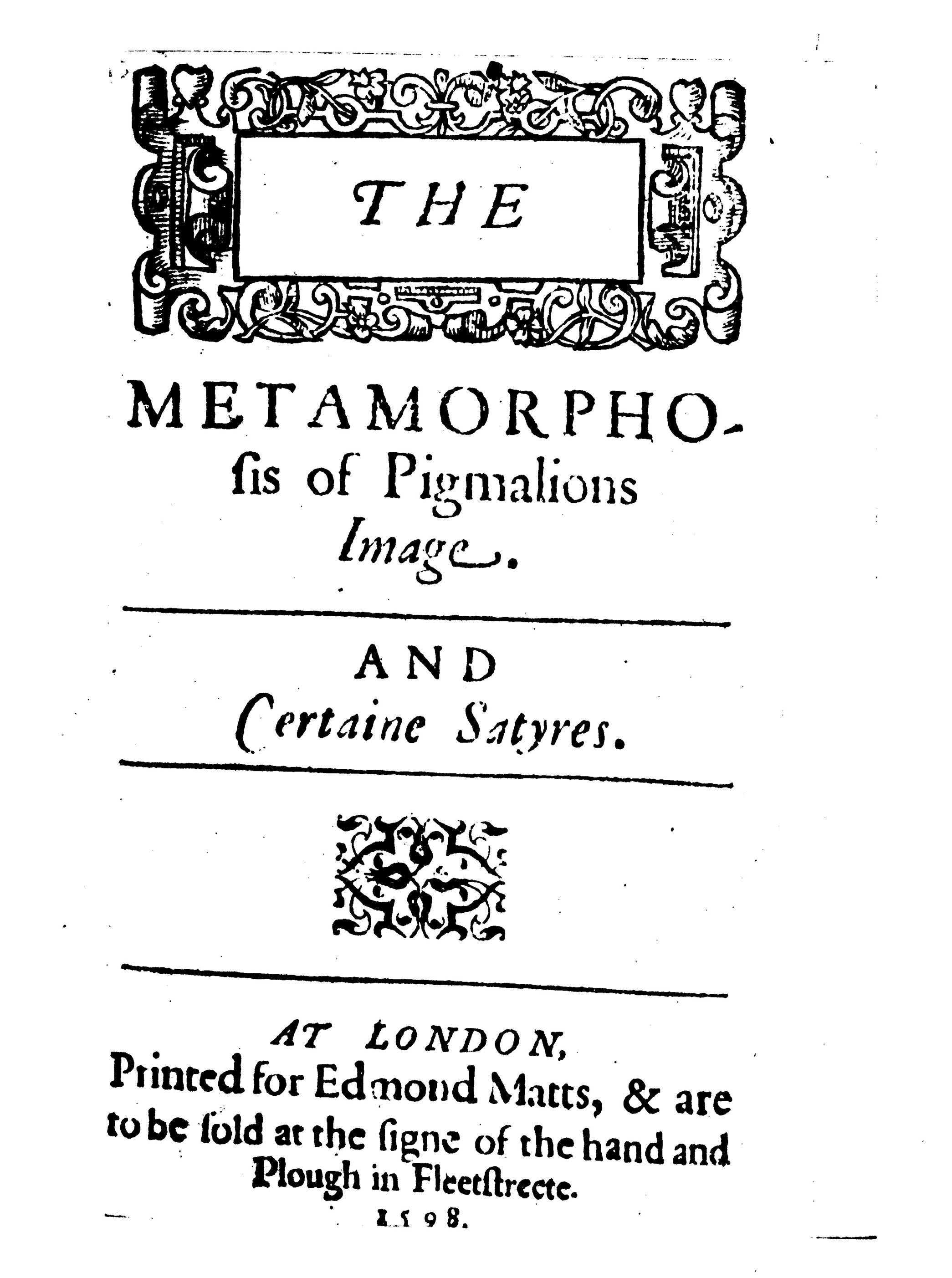
Titelseite von Marstons The Metamorphosis of Pigmalions Image (1598)

Neben Ben Jonson galt Marston als der bissigste Dramatiker seiner Zeit. Seine literarische Karriere begann er 1598 mit dem erotischen ovidschen Kleinepos The Metamorphosis of Pigmalions Image and Certaine Satyres sowie The Scourge of Villanie, einer Sammlung scharfzüngiger Satiren, die er unter dem Pseudonym W. Kinsayder veröffentlichte. Seine ersten Werke wurden schnell bekannt und fanden weite Beachtung, wurden aber auf Anordnung des Bischofs von London und des Erzbischofs von Canterbury öffentlich verbrannt.
Marston wandte sich dann in seinem literarischen Schaffen ein Jahr später der Bühne zu. Mit Ben Jonson legte er sich durch seine Mitautorenschaft an dem 1599 entstandenen Histrio-mastix (erstmals gedruckt 1610) und später an dem 1602 verfassten Satiriomastix an. Insbesondere die von Marston in Histrio-mastix gestaltete Figur des Chrisoganus, eines pedantischen Gelehrten, wurde vom zeitgenössischen Publikum allgemein als Karikatur von Jonson aufgenommen. Dieser reagierte in seinem erstmals 1601 aufgeführten Stück The Poetaster seinerseits durch eine satirische Anspielung auf Marston in Gestalt des Crispinus, eines Möchtegern-Dichters und Plagiators, der durch die Einnahme von Pillen zum Ausspucken hochtrabender, prahlerischer Phrasen gezwungen ist, und löste damit den sogenannten War of the Theatres aus, den Marston 1604 mit einer Widmung seines Werkes The Malcontent an Jonson beendete.
Zwischen 1602 und 1606 gehörte Marston zu den umstrittensten Bühnenautoren, stand in seiner Beliebtheit beim Publikum vermutlich jedoch Shakespeare nahe.
Marstons Tragödien und Tragikomödien zeichnen sich häufig durch „besondere Grausamkeiten“ sowie durch „eine düstere Schilderung der gesellschaftlichen Verhältnisse“ aus, in denen die zwischenmenschlichen Beziehungen vor allem von Bösartigkeit geprägt sind, wodurch die Tugend zur Wirkungslosigkeit und zum Untergang verurteilt ist. Als bedeutendste Schöpfung Marstons gilt seine Figur des Malevole, eines entmachteten Herzogs, in The Malcontent. Dieser lebt verkleidet an seinem eigenen Hof und schleudert seine bitter-satirischen Kommentare und Beschimpfungen in die Welt hinaus.
Nicht nur in The Malcontent, sondern ebenso in anderen Stücken Marstons, so etwa Antonio's Revenge, finden sich gleichermaßen thematische oder strukturelle Ähnlichkeiten zu Werken von Thomas Kyd und William Shakespeare, hier vor allem in den blutrünstigen Gewaltdarstellungen oder teils parodistischen Anspielungen auf Kyds The Spanish Tragedy und Shakespeares Hamlet, Richard III oder Titus Andronicus.
In seiner Bissigkeit und negativen Gesellschaftsdarstellung oder -schilderung wird Marston literaturgeschichtlich dem düsteren Jacobean drama zugeordnet, das durch Gewalt und Hoffnungslosigkeit gekennzeichnet ist. Vor allem in der Rezeption der späten 1970er Jahre wurden von verschiedenen Literaturwissenschaftlern die grausamen und düsteren Züge in Marstons Werk als frühe Vorläufer des modernen Theaters der Grausamkeit oder des Absurden Theaters betrachtet, so etwa von Genets quälender Grausamkeit („Genet’s tantalising cruelty)“, Sartres Hölle („Satre’ hell“), Becketts Verzweiflung („Beckett’ despair)“ oder Artauds Sadismus („Artaud’s sadism“).
Zusammen mit Ben Jonson und George Chapman verfasste Marston 1605 die Komödie Eastward Ho, die den Unterschied von Stadt- und Landleben thematisiert. Die satirischen Anspielungen auf die opportunistischen Anhänger des neu gekrönten Königs Jakob I. führten zu einer Inhaftierung der drei Dramatiker.
Marston ließ sein letztes Stück The insatiate countess unvollendet, da er sich aus nicht überlieferten Gründen plötzlich vom Theater zurückzog und zum Priester ordinieren ließ.

## Werke
- Antonio's Revenge. Bradock, London 1602
- The Dutch Courtezan. Purfoote, London 1605
- Eastward Ho!. Aspley, London 1605
- The History of Antonio and Mellida. Bradock, London 1602
- Histrio-Mastix or the Player whipt. Bradock, London 1610
- The Insatiate Countess. Snodham, London 1610
- Jack Drum's Entertainment. Pollard, London 1657
- Lust's Dominion or the Lascivious Queen. Pollard, London 1657
- The Malcontent. Simmes, London 1604
- Parasitaster or the Fawne. Purfoote, London 1606
- What you Will. Eld, London 1607
- The Wonder of Women or The Tragedy of Sophonisba. Winded, London 1606

## Werkausgaben
- The Plays of John Marston. Hrsg. von H. Harvey Wood. 3 Bände. Oliver and Boyd, Edinburgh 1938 (Nachdruck 1979)
- The Poems of John Marston. Hrsg. von Arnold Davenport. Liverpool University Press 1961